# Корхонен, Пааво Яакко
Пааво Яакко Матиас Корхонен (фин. Paavo Jaakko Matias Korhonen; 5 июня 1928, Йоутсено - 29 сентября 2019) — финский двоеборец и лыжник, чемпион мира. Участник трёх Олимпиад.

## Карьера
В 1952 году дебютировал на международной карьере на Олимпиаде в Осло, где выступал в двух видах спорта. В лыжной гонке на 18 километров Корхонен показал 14-е время. В соревнованиях двоеборцев был шестым после прыжков и даже несмотря на второе место в лыжной гонке не смог подняться на подиум, став четвёртым.
На чемпионате мира 1954 года в Фалуне показал 23-й результат в лыжной гонке на 15 километров. В дальнейшем сфокусировался на выступлениях в двоеборье.
На Олимпиаде 1956 года Корхонен вновь стал четвёртым в турнире двоеборцев. На этот раз он прорывался с 17-го места после прыжков, но до бронзовой медали ему не хватило чуть меньше балла. 
В 1958 году на домашнем чемпионате мира в Лахти финский двоеборец завоевал золотую медаль, обойдя действующего олимпийского чемпиона Сверре Стенерсена из Норвегии. Корхонен стал вторым чемпионом мира по двоеборью в истории Финляндии после Хейкки Хасу.
На Олимпиаде 1960 года Корхонен был знаменосцем сборной на церемонии открытия Игр. В соревнованиях двоеборцев он показал девятое место, после чего завершил спортивную карьеру.